# Осорио-и-Диес де Ривера, Бельтран Альфонсо
Дон Бельтран Альфонсо Осорио-и-Диес де Ривера (исп. Beltrán Alfonso Osorio y Díez de Rivera; 15 декабря 1918, Мадрид — 18 февраля 1994, Мадрид) — испанский аристократ и гранд, 18-й герцог Альбуркерке (1942—1994). Был известен как Железный Герцог Альбуркерке.
Капитан кавалерии в испанской армии, кавалер ордена Золотого руна, кавалер Большого креста Военного и госпитальерского ордена Святого Лазаря Иерусалимского и преподаватель Военной школы верховой езды.

## Биография
Родился 15 декабря 1918 года в Мадриде. Старший сын и преемник Мигеля Осорио-и-Мартоса, 17-го герцога де Альбуркерке (1886—1942), и Инес Диес де Ривера-и-Фигероа, дочери Педро Диеса де Ривера-и-Муро, 5-го графа Альмодавара (1843—1934).
В мае 1942 года после смерти своего отца 23-летний Бельтран Альфонсо Осорио-и-Диес де Ривера унаследовал титулы 18-го герцога Альбуркерке (гранд Испании), 8-го герцога Альхете (гранд Испании), 19-го маркиза де Альканьисеса (гранд Испании), 11-го маркиза де лос Бальбасеса (гранд Испании), 13-го маркиза де Кадрейта, 17-го маркиза де Куэльяр, 9-го маркиза де Кульеры, 13-го маркиза де Монтаоса, 12-го графа де Корзана (гранд Испании), 16-го графа де Фуэнсалданья, 16-го графа де Грахаль, 18-го графа де Уэльма, 18-го графа де Ледесма, 15-го графа де ла Торре, 14-го графа де Вильянуэва де Каньедо и 12-го графа де Вильяумброса.
В 1936 году Бельтран Альфонсо Осорио, ещё не став совершеннолетним, участвовал в Гражданской войне в Испании, сражался на фронте Самосьерра, сначала в пехоте, затем в кавалерии. После окончания войны поступил в Военную академию, которую окончил в чине лейтенанта.
С 1954 по 1993 год герцог Альбуркерке был главой королевского двора Хуана де Бурбона-и-Баттенберга, графа Барселонского, отца короля Испании Хуана I Карлоса.
Бельтран Альфонсо Осорио был продолжателем семейной традиции «верховой езды» и председателем Общества поощрения разведения лошадей в Испании с 1985 по 1988 год. Герцог Альбуркерке стал первым испанским всадником, который участвовал в скачках Grand National в Великобритании. Он считался лучшим всадником Испании и одним из лучших в Европе. Представлял Испанию на Олимпийских играх в Хельсинки (1952) и Риме (1960). В 1992 году английская газета «Daily Mail» назвала его спортсменом года.
Участник скачек Grand National в Великобритании 1952, 1963, 1965, 1966, 1973, 1974 и 1976 годов. В последний раз, в 1976 году, герцог сломал себе семь ребер и семь позвонков, запястья и правую бедренную кость, получил сильное сотрясение мозга и провёл несколько дней в отделении реанимации и интенсивной терапии.

## Семья
Герцог Альбуркерке был дважды женат. 2 октября 1952 года в церкви Сан-Антонио в Мадриде он женился на Терезе Бертран де Лис и Пидаль Гуровски и Чико де Гусман (22 августа 1923 — 17 декабря 1969), дочери Висенте Карлоса Луиса Бертрана де Лиса и Гуровски, 3-го маркиза Бондад-Реал, и Марии де ла Консепсьон Пидаль и Чико де Гусман. Дети от первого брака:
- Хуан Мигель Осорио и Бертран де Лис, 19-й герцог Альбуркерке (род. 1958, Мадрид), преемник отца
- Тереза Осорио и Бертран де Лис (род. 1962, Мадрид)
- Мария Осорио и Бертран де Лис (род. 1966, Мадрид), 13-я графиня де Вильяумброса. Муж — Хуан Хосе де Суэльвес и Фигероа, сын маркиза де Тамарит.

27 июня 1974 года в Эшториле герцог де Альбуркерке вторично женился на Марии Кристине Малькампо и Сан-Мигель (5 мая 1935 — 18 сентября 2004), 15-й герцогине дель-Парко, 7-й герцогине Сан-Лоренсо-де-Валермосо, 9-й маркизе де Каса-Вильявисенсио, 9-й маркизе де Сан-Рафаэль, 4-й графине де Холо, 3-й виконтессе де Минданао (дважды грандессе Испании). Дети огт второго брака:
- Мария Кристина Осорио и Малькампо (род. 1975, Мадрид), 8-я герцогиня де Сан-Лоренсо-де-Валермосо (грандесса Испании), 5-я графиня де Холо, 4-я виконтесса де Минданао и 10-я маркиза де Каса-Вильявисенсио.
- Мария Роза Осорио и Малькампо (род. 1978, Мадрид), 16-я герцогиня дель-Парко (грандесса Испании) и 10-я маркиза Сан-Рафаэль.